# Fedra Sans
 (novembre 2018).
Fedra Sans est une police de caractères sans empattements dessinée par Peter Biľak en 2001 et publiée par la fonderie Typotheque.